# Leptostylus fuligineus
Leptostylus fuligineus är en skalbaggsart som beskrevs av Bates 1885. Leptostylus fuligineus ingår i släktet Leptostylus och familjen långhorningar.
Artens utbredningsområde är Guatemala. Inga underarter finns listade i Catalogue of Life.